# Обсерваторія Лас-Кампанас
Обсерваторія Лас-Кампанас — астрономічна обсерваторія, яка належить і обслуговується Інститутом Карнегі. Розташована на півдні пустелі Атакама в Чилі, в провінції Атакама, приблизно за 100 км на північний-схід від міста Ла-Серена. Телескопи та обладнання обсерваторії знаходиться біля північної частини 7-кілометрового гірського хребта.
Обсерваторія була заснована в 1969 році і є основною обсерваторією Інституту Карнегі, замінивши в цій якості Обсерваторію Маунт-Вілсон, астрономічним спостереженням звідки почав заважати зростаючий рівень світлового забруднення Лос-Анджелеса. Штаб-квартира обсерваторій інституту знаходиться в Пасадені, штат Каліфорнія, США; головний чилійський офіс розташваний в Ла-Серені поруч з Університетом Ла-Серени.

## Галерея

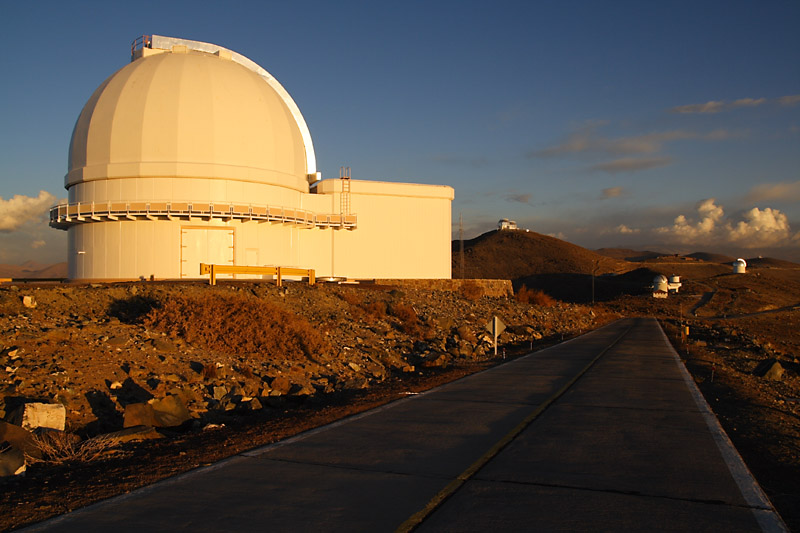
Телескоп Дю-Понт
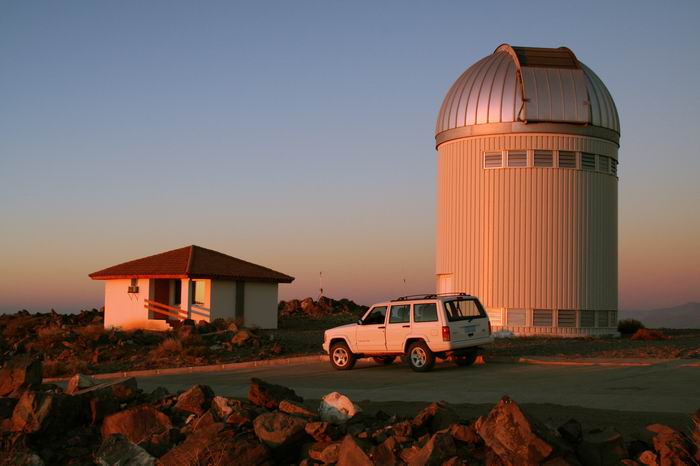
Купол Варшавського телескопу та операторська будівля
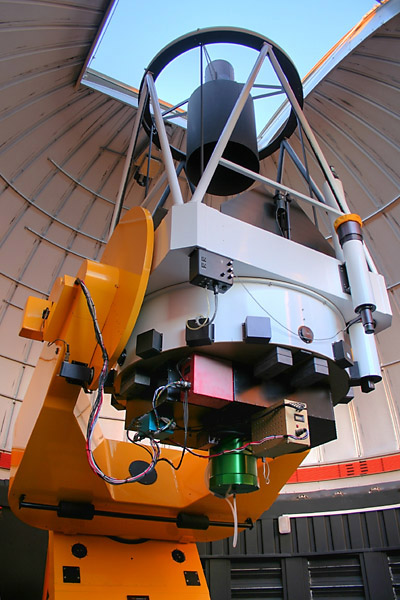
Варшавський телескоп
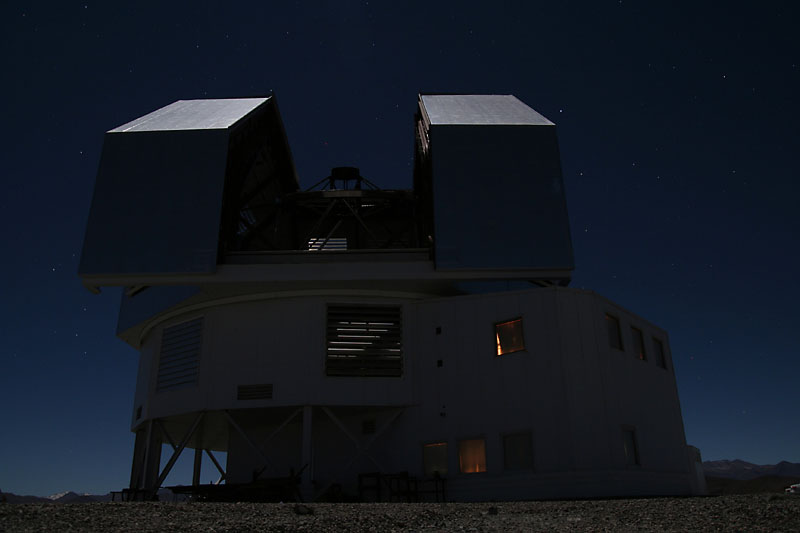
Телескоп Клей (один з Магелланових телескопів)
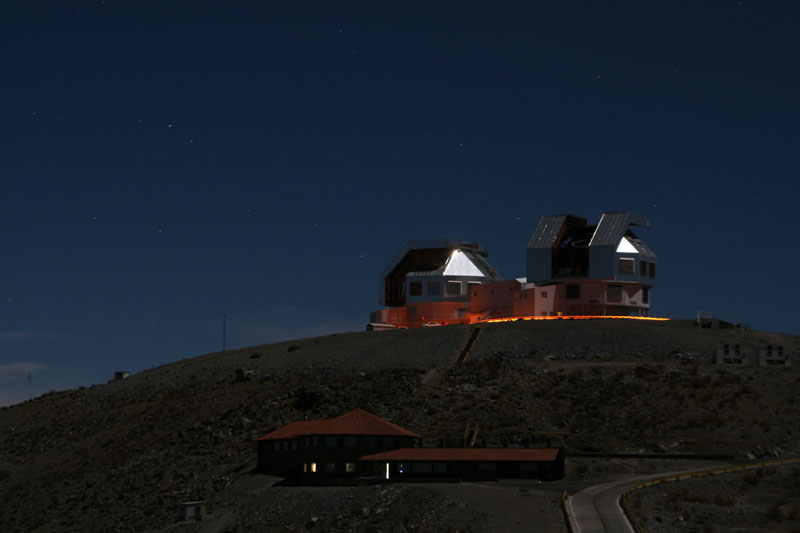
Магелланові телескопи
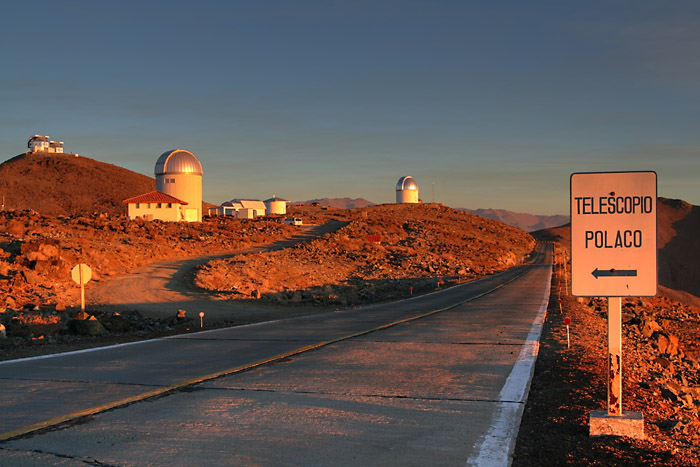
Магелланові телескопи, Варшавський телескоп та телескоп Своуп
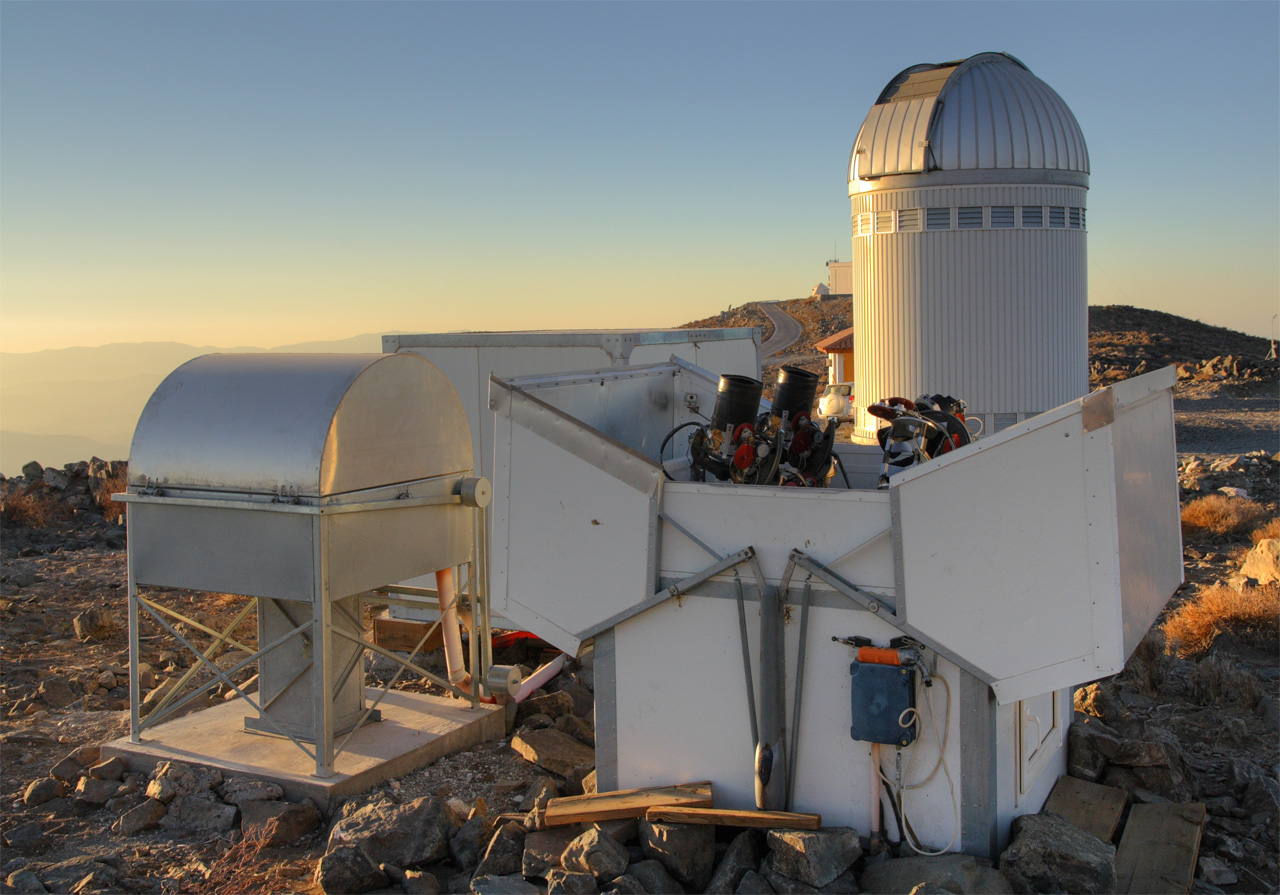
Телескопи ASAS